# RS Group
RS Group plc (ehemals Electrocomponents plc) ist ein britisches Unternehmen mit Sitz in London. Die Firma vertreibt Produkte aus den Bereichen der Elektronik, Elektromechanik und Automation, Pneumatik, Messgeräte und Werkzeuge für die Entwicklung und Instandhaltung in allen Branchen. Dazu zählen unter anderem Kabel, Elektroinstallationsmaterial, Batterien, Transformatoren, Steckverbinder, Schalter, Relais und Sensoren, Gehäuse, Mechanik-Komponenten, Kleber, Reinigungs- und Schmiermittel, Persönliche Schutzausrüstung u. v. m.
Der Nettoumsatz verteilt sich geographisch wie folgt: Europa/Mittlerer Osten/Afrika (61,9 %), Amerika (28,1 %) und Asien/Pazifik (10 %).
Das Unternehmen ist an der Londoner Börse gelistet und Teil des FTSE 100 Index.

## Geschichte
1937 wurde Radiospares in London von J.H. Waring und P.M. Sebestyen gegründet. 1947 gründete Radiospares das Unternehmen Radionics in Dublin für den Export seiner Waren nach Irland. Die Produktpalette wurde 1954 um Radio- und Fernsehersatzteile erweitert. Die Produkte richten sich an die Industrie. 1967 wurde Radiospares unter den Namen Electrocomponents plc an der Londoner Börse notiert. Über 50 % des Umsatzes wurden von da an in der Industrie generiert.
1971 änderte Radiospares seinen Namen in RS Components. 1984 wurde ein Lager in Corby, Northamptonshire, eröffnet und 1989 erweitert. 1990 übernahm die RS Group das Unternehmen Verospeed mit Niederlassungen in Frankreich und Österreich. Es erfolgte die Umbenennung in Radiospares in Frankreich und RS in Österreich. RS Australia startete nach der Übernahme des ehemaligen RS-Distributors. 1991 eröffnete ein RS-Start-up in Deutschland, 1992 in Italien und Dänemark. 1996 wurde der Distributor übernommen zur Gründung von RS South Africa und ein RS-Start-up in Chile eröffnet. 1997 wurde RS Hong Kong gegründet und 6 Regionalbüros in China eröffnet. 1999 erfolgte die Übernahme von Allied Electronics (ehemals Allied Radio) und es wurde eine Niederlassung in Japan eröffnet.
2006 nahm die RS Group den Betrieb in Thailand auf. In diesem Jahr betrug der internationale Umsatz (außerhalb Großbritanniens) mehr als 50 % des weltweiten Umsatzes. 2009 wurde das eTech Magazin gestartet. 2011 generierte der E-Commerce mehr als 50 % des weltweiten Umsatzes, Elektrokomponenten überschritten die Marke von 1 Mrd. £ Umsatz. Mit der neuen Marke RS PRO wurde das Private-Label-Geschäft gestärkt.
2019 wurde OKdo, ein neues Technologieunternehmen, gegründet und das britische Unternehmen Monition übernommen. John Liscombe Limited, ein Anbieter von Arbeitssicherheit und persönlicher Schutzausrüstung, wurde 2021 erworben. 2022 wurde der Name Electrocomponents plc in RS Group plc geändert. Im Januar 2023 wurde die Übernahme von Risoul Automation in Mexico, mit dem Ziel die Reichweite auf dem amerikanischen Kontinent auszuweiten, bekannt.